# Parafransoletita
La parafransoletita és un mineral de la classe dels fosfats. Rep el nom per la seva relació dimorfa amb la fransoletita.

## Característiques
La parafransoletita és un fosfat de fórmula química Ca₃Be₂(PO₄)₂(PO₃OH)₂(H₂O)₄. Va ser aprovada com a espècie vàlida per l'Associació Mineralògica Internacional l'any 1989. Cristal·litza en el sistema triclínic. La seva duresa a l'escala de Mohs és 2,5.
Segons la classificació de Nickel-Strunz, la parafransoletita pertany a «08.C - Fosfats sense anions addicionals, amb H₂O, amb cations de mida petita i mitjana» juntament amb els següents minerals: fransoletita, ehrleïta, faheyita, gainesita, mccril·lisita, selwynita, pahasapaïta, hopeïta, arsenohopeïta, warikahnita, fosfofil·lita, parascholzita, scholzita, keyita, pushcharovskita, prosperita, gengenbachita i parahopeïta.

## Formació i jaciments
Va ser descoberta a la mina Tip Top, a la localitat de Fourmile, dins el districte miner de Custer (Dakota del Sud, Estats Units). Es tracta de l'únic indret de tot el planeta on ha estat descrita aquesta espècie mineral.